# Gironico
Gironico – miejscowość i gmina we Włoszech, w regionie Lombardia, w prowincji Como.
Według danych na rok 2004 gminę zamieszkiwało 2038 osób, 509,5 os./km².
21 stycznia 2014 gmina przestała istnieć.